# Sechstagerennen von Mailand

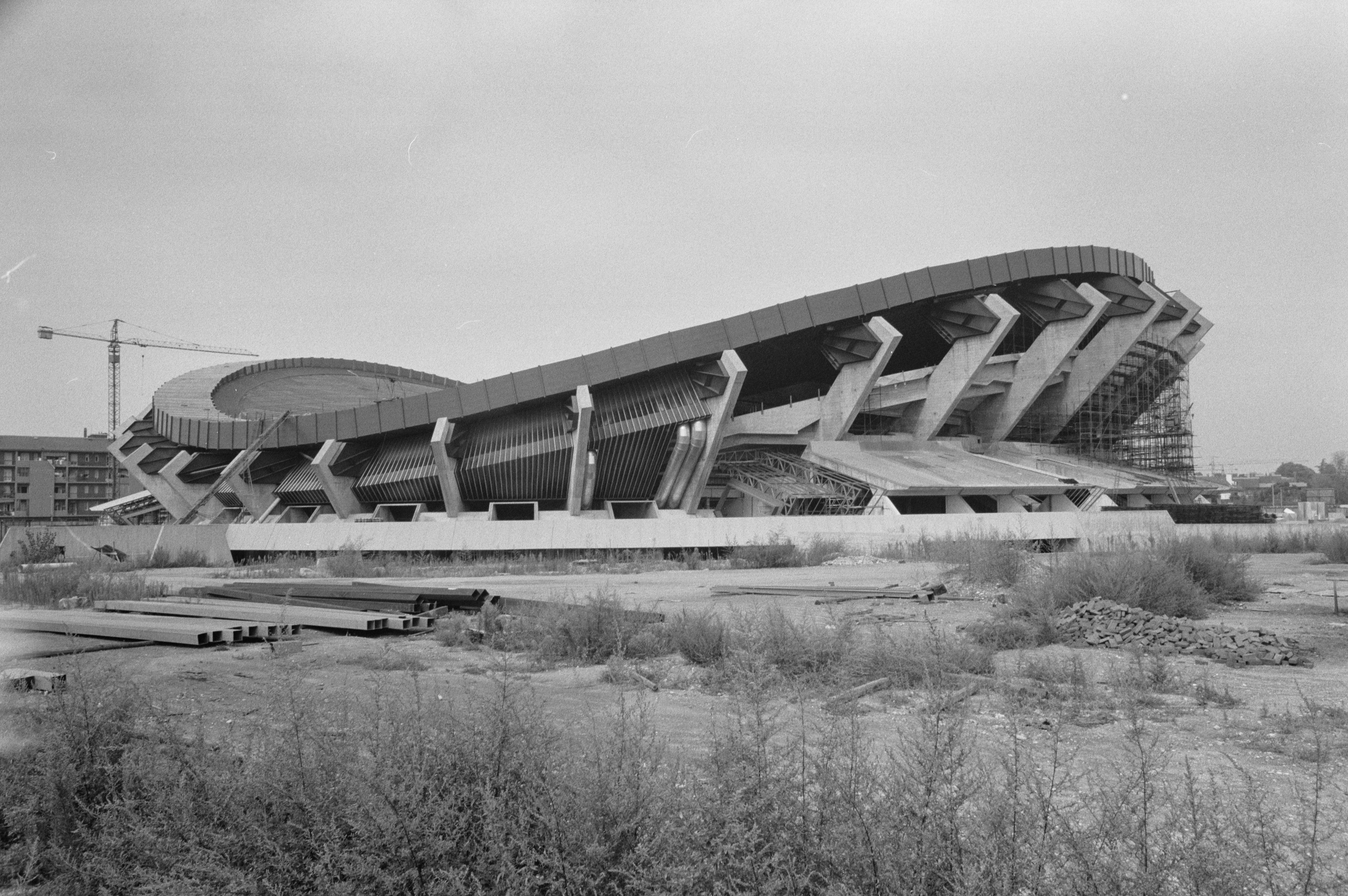
Palazzo dello Sport Milano (1974)

Das Sechstagerennen von Mailand war ein Wettbewerb im Bahnradsport in der italienischen Stadt Mailand. Das Sechstagerennen wurde 1927 zum ersten Mal veranstaltet und fand bis 2008 mit einigen Unterbrechungen statt. Es hatte 28 Ausgaben.

## Geschichte
Die ersten beiden Ausgaben des Sechstagerennens von Mailand fanden im Sempione-Velodrom statt, das 1928 abgerissen wurde. Erst 1961 fand das nächste Rennen statt. Es wurde im Vigorelli-Velodrom ausgetragen. 1985 brach das Hallendach unter einer Schneelast zusammen. Das Rennen wurde für mehrere Jahre unterbrochen und erst in einer neu errichteten Halle 1996 fortgesetzt.

## Palmarès
| Jahr | Sieger                                |
| ---- | ------------------------------------- |
| 2008 | Joan Llaneras – Paolo Bettini         |
| 1999 | Silvio Martinello – Marco Villa       |
| 1998 | Silvio Martinello – Etienne De Wilde  |
| 1997 | Silvio Martinelli – Marco Villa       |
| 1996 | Silvio Martinello – Marco Villa       |
| 1984 | René Pijnen – Francesco Moser         |
| 1983 | René Pijnen – Francesco Moser         |
| 1982 | René Pijnen – Giuseppe Saronni        |
| 1981 | Patrick Sercu – Francesco Moser       |
| 1980 | Patrick Sercu – Giuseppe Saronni      |
| 1979 | René Pijnen – Francesco Moser         |
| 1978 | René Pijnen – Francesco Moser         |
| 1977 | Felice Gimondi – Rik Van Linden       |
| 1976 | Patrick Sercu – Francesco Moser       |
| 1973 | Patrick Sercu – Julien Stevens        |
| 1972 | Felice Gimondi – Sigi Renz            |
| 1971 | Eddy Merckx – Julien Stevens          |
| 1970 | Dieter Kemper – Norbert Seeuws        |
| 1969 | Dieter Kemper – Horst Oldenburg       |
| 1968 | Peter Post – Gianni Motta             |
| 1967 | Peter Post – Gianni Motta             |
| 1966 | Peter Post – Gianni Motta             |
| 1965 | Rik Van Steenbergen – Gianni Motta    |
| 1964 | Rik Van Steenbergen – Leandro Faggin  |
| 1963 | Peter Post – Ferdinando Terruzzi      |
| 1962 | Rik Van Steenbergen – Emile Severeyns |
| 1961 | Ferdinando Terruzzi – Reginald Arnold |
| 1928 | Costante Girardengo – Pietro Linari   |
| 1927 | Costante Girardengo – Alfredo Binda   |